# Когутяк Іван Іванович
Іван Іванович Когутя́к (4 квітня 1893, с. Княгинин, тепер частина м. Івано-Франківська — 29 листопада 1968, Коломия) — український актор, режисер, театральний діяч. Визначний театральний діяч Галичини ХХ століття, зокрема, директор і актор театру в Станіславові, антрепренер і актор Українського Рухомого Драматичного Театру, організованого у 1920 році у Станіславові.

## Життєпис
Навчався у реальній школі Станиславова, Українській гімназії Золочева. Закінчив кадетську школу в місті Брно. У 1913—1914 роках керував (директор) напівпрофесійним Українським народним театром імені Івана Тобілевича (Станиславів).
Воював під час першої світової, потрапив у російський полон. У 1918 році, маючи ранг четаря УГА, став адм. комендантом шпиталю та керівником Українського театру в Чернівцях. У 1919 року організував професійний театр при товаристві «Українська хата».
У 1920 році заснував Український Рухомий Драматичний Театр (від 1922 року — Український Драматичний Театр під дирекцією Івана Когутяка), з яким об'їздив міста і села Галичини й Волині.
У 1939–1944 роках директор Коломийського музично-драматичного театру. У 1949 році заарештований більшовиками, невдовзі випущений на волю. Заступник директора Івано-Франківського академічного обласного музично-драматичного театру імені Івана Франка у 1952—1956 роках.
Помер і похований у місті Коломия.